# Kozo Hosokawa
Kozo Hosokawa (Kyoto, 3 augustus 1971) is een voormalig Japans voetballer.

## Carrière
Kozo Hosokawa speelde tussen 1994 en 1996 voor Kyoto Purple Sanga.